# City One
 (février 2023).
Si vous disposez d'ouvrages ou d'articles de référence ou si vous connaissez des sites web de qualité traitant du thème abordé ici, merci de compléter l'article en donnant les références utiles à sa vérifiabilité et en les liant à la section « Notes et références ».
City One (第一城) ou City One Shatin (Chinese: 沙田第一城) est un ensemble résidentiel de Hong Kong situé sur la rive droite du fleuve Shing Mun, dans la ville nouvelle de Sha Tin. Commencé à la fin des années 1970, et construit pour l'essentiel dans les années 1980. City One est composé de 52 tours d'aspect similaire, hautes de 27 à 34 étages et reliées entre elles par des passerelles couvertes. L'ensemble regroupe 40 000 habitants. Outre les tours, City one comprend aussi des terrains de tennis, une piscine de 50 mètres et un jardin central. 

Cet ensemble immobilier a été développé par le promoteur hong-kongais Henderson Land Development (en)